# Museo de historia y arquitectura del Palacio de Dadiani
El Museo de historia y arquitectura del Palacio de Dadiani (en georgiano: დადიანების სასახლეთა ისტორიულ-არქიტექტურული მუზეუმი) es un museo nacional de Georgia situado en Zugdidi, en la región de Samegrelo-Zemo Svaneti. El Museo de historia y arquitectura del Palacio de Dadiani está considerado como uno de los palacios más destacados en el Cáucaso. 
La primera exposición, de las excavaciones arqueológicas de la antigua ciudad de Nakalakevi fue preparada por el príncipe David Dadiani y tuvo lugar en 1840. Tres palacios forman el complejo del museo moderno, que incluye además una catedral del icono de la Madre de Dios de Blanquerna y el Jardín Botánico Zugdidi.